# Parted from His Bride
Parted from His Bride è un cortometraggio muto del 1918 diretto da Henry McRae (Henry MacRae).

## Produzione
Il film fu prodotto dalla Nestor Film Company.

## Distribuzione
Distribuito dall'Universal Film Manufacturing Company, il film - un cortometraggio di una bobina - uscì nelle sale cinematografiche USA il 30 settembre 1918.